# Vicariato Apostólico de Zamora
O Vicariato Apostólico de Zamora no Equador (em latim: Apostolicus Vicariatus Zamorensis in Aequatoria) é uma circunscrição missionária da Igreja Católica Romana.
Sua sé catedral está localizada na cidade de Zamora, na província amazônica de Zamora-Chinchipe,no Equador. Está isento, isto é, diretamente sujeito à Santa Sé, não faz parte de nenhuma província eclesiástica.

## História
Em 17 de fevereiro de 1893, o Papa Leão XIII instituiu o Vicariato Apostólico de Zamora a partir do Vicariato Apostólico equatoriano de Napo.
Seu nome foi mudado ligeiramente pelo Papa João Paulo II para Vicariato Apostólico de Zamora no Equador em 22 de fevereiro de 1991.  Isso evita confusão com outras cidades chamadas Zamora na Europa e nas Américas (incluindo bispados na Espanha e no México).

## Ordinários incumbentes
- Jorge Francisco Mosquera Barreiro, OFM † 1990 (21 de abril de 1964 - 10 de setembro de 1982)
- Serafín Luis Alberto Cartagena Ocaña, OFM (10 de setembro de 1982 - 1 de fevereiro de 2003)
- Fausto Trávez Trávez, OFM (1 de fevereiro de 2003 - 27 de março de 2008) Nomeado Bispo de Babahoyo
- Walter Jehowá Heras Segarra, OFM (25 de março de 2009 - 31 de outubro de 2019) Nomeado Bispo de Loja
- Jaime Oswaldo Castillo Villacrés (23 de janeiro de 2021 - presente)